# Prioritätsencoder
Der Prioritätsencoder ist ein Schaltnetz aus der Digitaltechnik mit der Funktion 1 aus n. Der Encoder gibt die Nummer des aktiven Eingangs aus, der die höchste Priorität hat. Es sind mehrere Varianten als ICs auf dem Markt erhältlich, meist als TTL- oder CMOS-Baustein, bzw. deren entsprechenden Weiterentwicklungen. Gängig sind Encoder mit acht oder zehn Eingängen, die in der Regel auch kaskadierbar sind.
| Eingang | Eingang | Eingang | Eingang | Ausgang | Ausgang | Ausgang |
| X3      | X2      | X1      | X0      | Y2      | Y1      | Y0      |
| ------- | ------- | ------- | ------- | ------- | ------- | ------- |
| 0       | 0       | 0       | 0       | 0       | 0       | 0       |
| 0       | 0       | 0       | 1       | 0       | 0       | 1       |
| 0       | 0       | 1       | X       | 0       | 1       | 0       |
| 0       | 1       | X       | X       | 0       | 1       | 1       |
| 1       | X       | X       | X       | 1       | 0       | 0       |

Verwendet werden Prioritätsencoder zum Beispiel in Arbitern zur Datenbussteuerung oder in Interrupt-Schaltungen. Es gibt für beide Anwendungen auch höher integrierte Bausteine, die die vollständige Verwaltung übernehmen, diese enthalten aber im Kern immer noch einen Prioritätsencoder.
Die meisten Prioritätsencoder arbeiten mit negativer Logik, d. h., dass zumindest die Eingänge aktiv L sind. Ein L-Signal löst also den entsprechenden Eingang aus.